# Calinòlob
Els calinòlobs (Chalinolobus) són un gènere de ratpenats de la família dels vespertiliònids.

## Taxonomia
- Ratpenat barbut de Dwyer (Chalinolobus dwyeri)
- Chalinolobus gouldii
- Ratpenat barbut xocolater (Chalinolobus morio)
- Chalinolobus neocaledonicus
- Ratpenat barbut canós (Chalinolobus nigrogriseus)
- Ratpenat barbut costaner (Chalinolobus orarius)
- Ratpenat barbut petit (Chalinolobus picatus)
- Calinòlob de Nova Zelanda (C. tuberculatus)